# 2203 van Rhijn
2203 van Rhijn eller 1935 SQ1 är en asteroid i huvudbältet som upptäcktes den 28 september 1935 av den holländske astronomen Hendrik van Gent i Johannesburg. Den har fått sitt namn efter den nederländske astronomen Pieter Johannes van Rhijn.
Asteroiden har en diameter på ungefär 21 kilometer och den tillhör asteroidgruppen Themis.